# Phlox glutinosa
Phlox glutinosa är en blågullsväxtart som beskrevs av Samuel Botsford Buckley. Phlox glutinosa ingår i släktet floxar, och familjen blågullsväxter. Inga underarter finns listade i Catalogue of Life.